# 松原内匠
松原 内匠（まつばら たくみ）は、戦国時代から安土桃山時代にかけての武将。尾張国亘利城主。境川（木曽川）を熟知し、操船術に長けていた。また、建築術に長けていたという。

## 略歴
松原氏は境川沿いの国人（川並衆）。松原島の亘利城を拠点とし境川沿いの葉栗郡11ヶ村を根拠地としていた。
尾張葉栗郡松原島の出身。当初は土岐頼芸に仕えていたが、土岐氏の衰退に伴い斎藤道三に仕えた。
天文13年（1544年）、織田信秀と斎藤道三の戦い（松山の合戦）の際、斎藤道三の密命で、兄・源吾と協力して、土岐八郎頼香を無動寺城で自害に追い込む。永禄7年（1564年）頃、木下藤吉郎と出会う。永禄9年（1566年）、木下藤吉郎による墨俣城築城の際、大工棟梁を任じられ、重要な役割を果たす。これが稲葉山城攻略の大きな手助けになったとされる。永禄10年（1567年）、家督を兄・源吾より譲られ亘利城主となった。
天正13年（1585年）に発生した大洪水により木曽川の流れが一変、この洪水で亘利城と松原氏の領土に大きな被害を受けることとなり、翌年には亘利城は廃城される。以降は被害の少なかった領土の開墾に力を入れ、拠点も野中（現・岐南町）に移した。
文禄4年（1595年）、松原島で隠居。松原氏の領土は関ヶ原の戦い以降旗本・坪内利定の領土となる。